# Petra Gössi

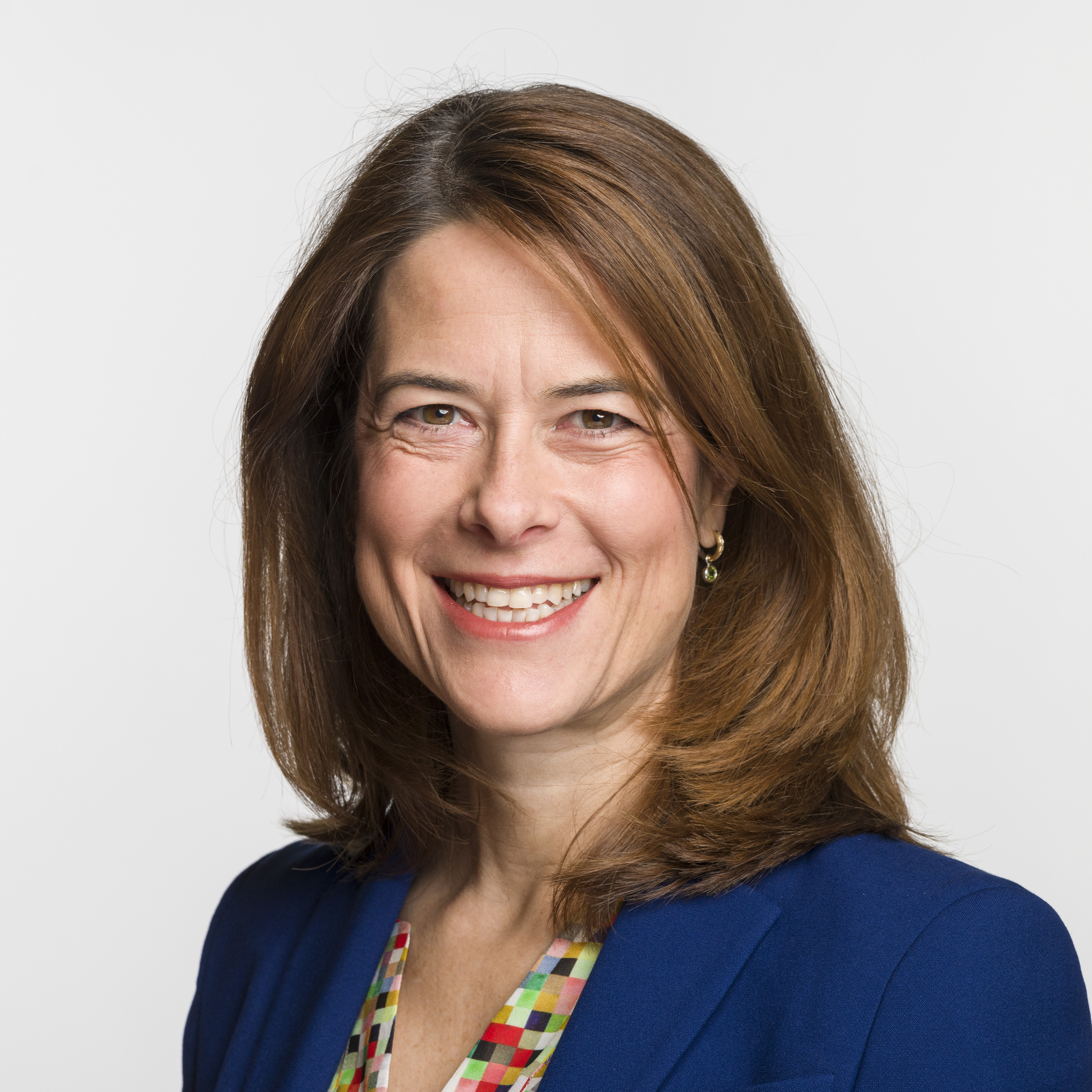
Petra Gössi (2019)

Petra Gössi (* 12. Januar 1976 in Luzern; heimatberechtigt in Küssnacht SZ) ist eine Schweizer Politikerin und Juristin. Sie war von 2011 bis 2023 Nationalrätin und wurde 2023 in den Ständerat gewählt. Von 2016 bis 2021 war sie Präsidentin der FDP.Die Liberalen.

## Leben

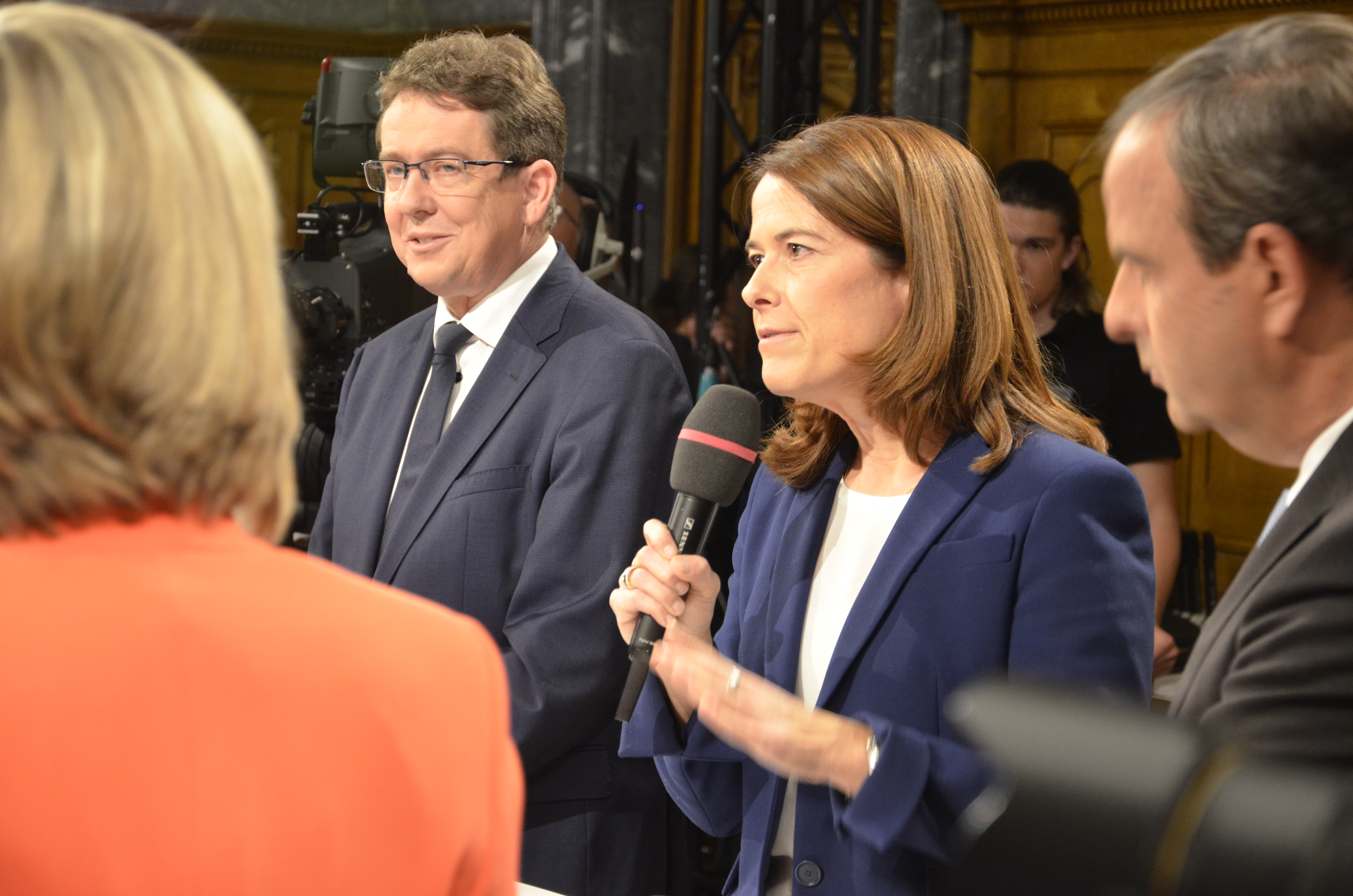
Petra Gössi in der Runde der Parteipräsidenten am Wahltag, dem 20. Oktober 2019

Petra Gössi legte ihre Matura am Gymnasium Immensee ab und studierte Rechtswissenschaften an der Universität Bern. Die Juristin absolvierte ein Nachdiplomstudium Master of Economic Crime Investigation an der Hochschule Luzern und von 2021 bis 2022 ein Executive MBA an der Universität St. Gallen. Sie ist seit 2022 Unternehmens- und Strategieberaterin bei der Aeberli Treuhand AG in Zürich. Zuvor war sie von 2008 bis 2022 Partnerin Rechtsberatung bei der Baryon AG.
Gössi ist seit 2006 Mitglied der Geschäftsleitung der FDP.Die Liberalen des Kantons Schwyz. 2012 übernahm sie das Präsidium von Vincenzo Pedrazzini und übte dieses Amt bis 2016 aus.
Von 2004 bis 2011 sass sie im Kantonsrat von Schwyz (Legislative), in dem sie ab 2008 als FDP-Fraktionschefin amtierte. Gössi gehörte seit den Parlamentswahlen 2011 und bis zur Wahl als Ständerätin 2023 dem Nationalrat an. Dort war sie Mitglied der Kommission für Wirtschaft und Abgaben und der Aussenpolitischen Kommission. Zuvor war sie unter anderem auch in der Redaktionskommission, der Kommission für Rechtsfragen, der Finanzkommission und der Gerichtskommission der Vereinigten Bundesversammlung.
Während der Delegiertenversammlung der FDP.Die Liberalen Schweiz vom 16. April 2016 wurde Gössi ohne Gegenstimme zur Parteipräsidentin der nationalen FDP gewählt. Sie übernahm das Amt von Philipp Müller. Am 24. März 2018 wurde sie erneut gewählt. Im Juni 2021 gab Gössi bekannt, spätestens zum Ende 2021 als Parteipräsidentin zurückzutreten. Als Grund nannte sie den Wunsch, sich auf ihren eigentlichen Beruf zu konzentrieren. Im August 2021 gab Thierry Burkart bekannt, dass er für die Nachfolge von Gössi kandidiere. Er trat als einziger Kandidat in das Rennen. Die FDP-Delegiertenversammlung wählte ihn am 2. Oktober 2021 zum neuen Parteipräsidenten.
Bei den Schweizer Parlamentswahlen 2023 wurde Gössi in den Ständerat gewählt. Sie ist dort Mitglied der Legislaturplanungskommission, der Staatspolitischen Kommission, der Redaktionskommission, der Aussenpolitischen Kommission, der Geschäftsprüfungskommission und ist Vizepräsidentin der Geschäftsprüfungsdelegation (Stand: 17. Juni 2025).
Gössi wohnt in Küssnacht.

## Politische Positionen
Gössi setzt sich für einen föderalistischen und schlanken Staat ein, in dem die Menschen frei denken, arbeiten und leben können. Sie betont die Eigenverantwortung. Sie hat die Haltung der FDP zur Umwelt- und Klimapolitik mit einem Positionspapier neu formuliert, das auf der Grundlage eines basisdemokratischen Diskurses entstand. Die finanzielle Kulturförderung durch den Bund beurteilt sie skeptisch. Für Aufsehen sorgte, dass Gössi sich im Februar 2016 dagegen aussprach, Urteile des Europäischen Gerichtshofs für Menschenrechte in der Schweiz gelten zu lassen. Sie stellte jedoch klar, dass die Einhaltung der Menschenrechte für sie selbstverständlich sei und sie sich lediglich daran störe, dass der Europäische Gerichtshof für Menschenrechte seine Kompetenzen eigenständig ausbaue. Sie stelle sich nicht hinter die Volksinitiative «Landesrecht vor Völkerrecht» der SVP.
Im Verhältnis zur Europäischen Union vertritt Gössi die Parteilinie: Sie argumentiert gegen einen EU-Beitritt und dafür, energisch die bilateralen Verträge zu verteidigen, die der «Garant für das Erfolgsmodell Schweiz» seien.
In gesellschaftspolitischen Fragen vertritt sie eine eher konservative Auffassung. So wendet sie sich gegen die Legalisierung weicher Drogen und gegen die Erlaubnis für aktive Sterbehilfe, spricht sich jedoch für Pilotversuche zur Erprobung neuer Formen des gesellschaftlichen Umgangs mit dem Konsum von Cannabis aus. Ihre zunächst ablehnende Position zur Heirat und zur Stiefkind-Adoption von gleichgeschlechtlichen Paaren hat sie verlassen und unterstützt seither entsprechende Anliegen im Parlament und die parlamentarische Initiative von Kathrin Bertschy, die dies erlauben will.
Nach ihrer Wahl zur FDP-Parteipräsidentin im Jahr 2016 hat sie sich «eingemittet». Sie vertritt eine liberale und reformorientierte Politik.